# Waters (cràter)
Waters és un cràter d'impacte en el planeta Mercuri de 15 km de diàmetre. Porta el nom del músic estatunidenc Muddy Waters (1915-1983), i el seu nom va ser aprovat per la Unió Astronòmica Internacional el 2012.